# Ponzano di Civitella del Tronto
Ponzano is een plaats (frazione) in de Italiaanse gemeente Civitella del Tronto.